# Szárazpatak (Maros megye)
Szárazpatak (románul: Valea Seacă), falu Romániában, Maros megyében.

## Története
Mezőrücs község része. A trianoni békeszerződésig Maros-Torda vármegye Marosi felső járásához tartozott.

## Népessége
2002-ben 21 lakosa volt, ebből 21 román nemzetiségű.

## Vallások
A falu lakói közül 21-en ortodox hitűek.